# Palazzo Holnstein
Il Palazzo Holnstein (Palais Holnstein in tedesco) è un palazzo storico di Monaco di Baviera, in Germania.
Notevole esempio dell'architettura rococò in città, sorge su Kardinal-Faulhaber-Straße.

## Storia e descrizione

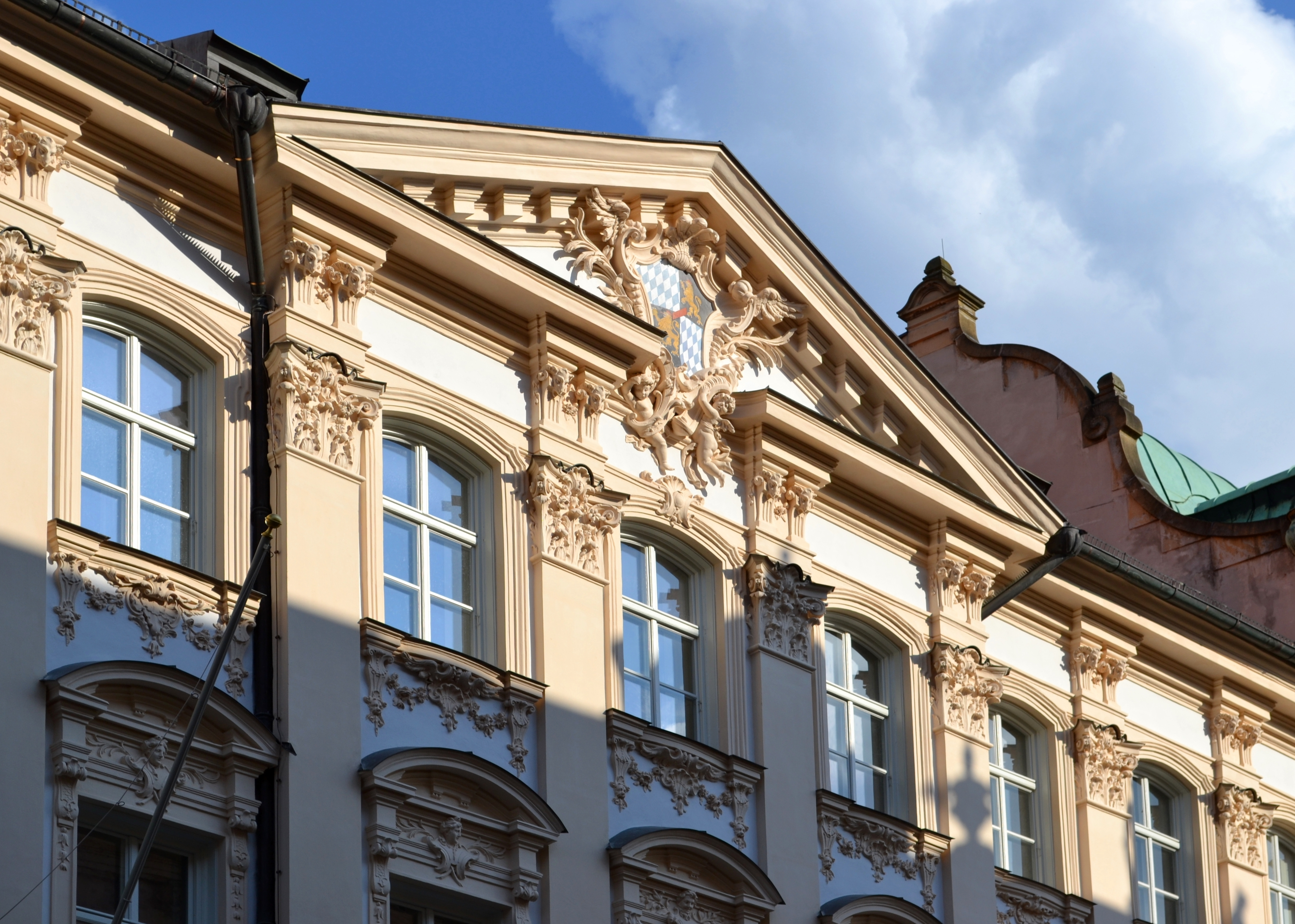
Il frontone.

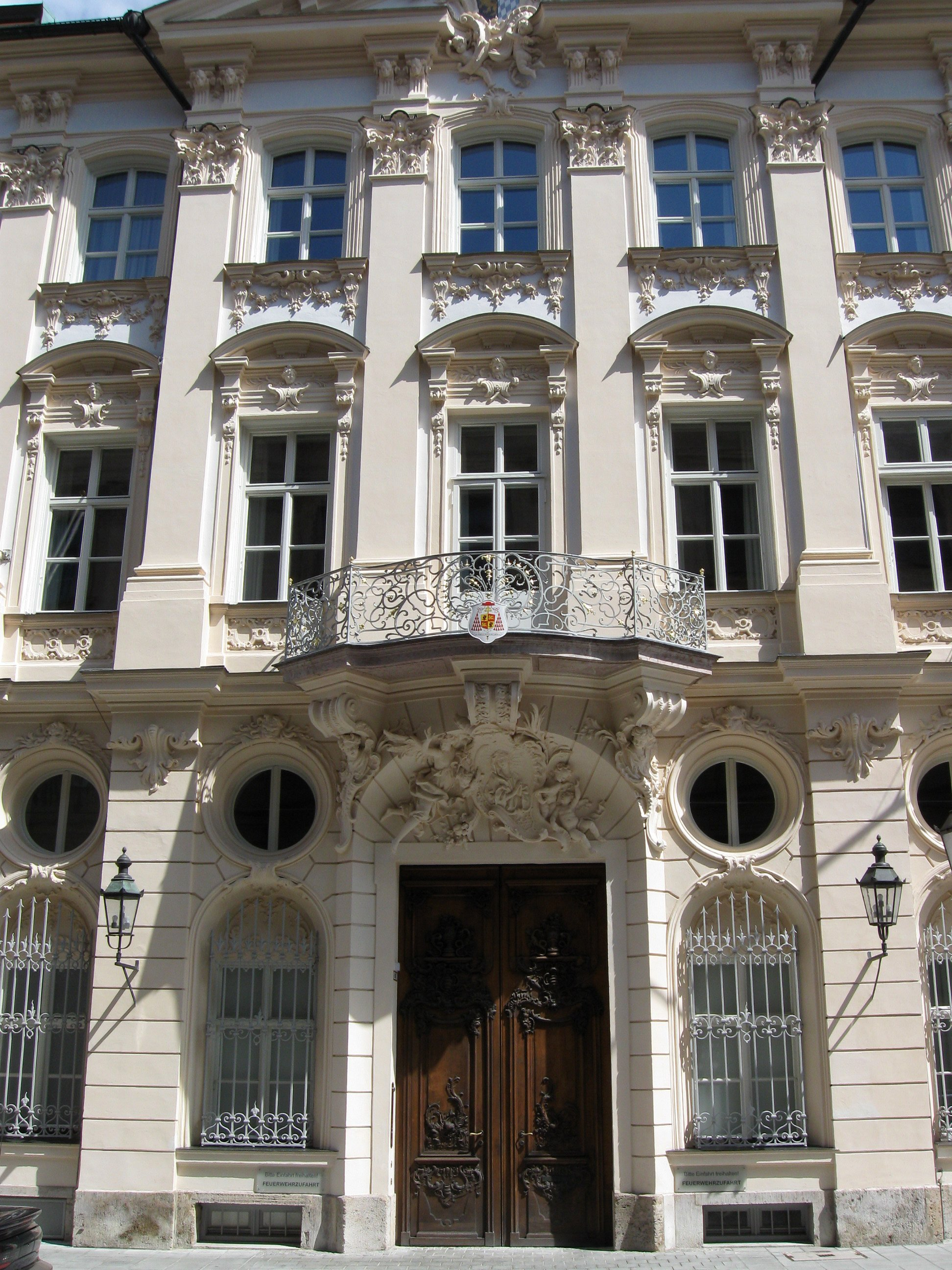
Particolare della facciata.

Il 13 gennaio 1733 il principe elettore Carlo VII di Baviera acquistò la proprietà per il suo figlio naturale Franz Ludwig, il conte von Holnstein. Altre fonti parlano di un edificio che era stato costruito per la madre di Franz Ludwig, l'amante del principe elettore, Maria Caroline Charlotte Sophie von Ingenheim. Incaricato della costruzione fu l'architetto di corte François de Cuvilliés il Vecchio.
Il palazzo venne progettato come un edificio a quattro ali intorno a un cortile. La parte anteriore era destinata a scopi di rappresentanza, mentre il retro dell'edificio accoglieva l'appartamento privato del conte.
La divisione facciata con tre piani, nove assi di finestre e corpo centrale con un timpano, segue il tipico schema impostato da Joseph Effner, e divenuto ormai consuetudine in città. I piani superiori sono divisi in tre parti da paraste, corrispondenti alla divisione interna delle sale. La facciata in stile rococò e molti degli interni sono conservati nel loro stato originale. Gli stucchi, sia esterni che interni, sono stati attribuiti all'opera di Johann Baptist Zimmermann, artista della prestigiosa Scuola di Wessobrunn.
Nel 1818 il palazzo divenne proprietà dello Stato; e dal 1821 è la residenza ufficiale dell'arcivescovo di Monaco e Frisinga e quindi è anche conosciuto come Erzbischöfliches Palais, Palazzo Arcivescovile. 
Gli interni non sono visitabili.
L'Arcivescovo di Monaco Reinhard Marx vive in tre sale del palazzo. Lo Stato libero di Baviera restaurò l'edificio pagando il 75% dei costi.